# Fabienne Feraez
Fabienne Feraez (sinh ngày 6 tháng 8 năm 1976 tại Mont-de-Marsan) là một vận động viên chạy nước rút người Bénin chuyên về 200 mét. Cô chuyển quốc tịch từ nước Pháp bản xứ vào ngày 12 tháng 8 năm 2003.

## Thành tích giải đấu
| Năm                | Giải đấu                | Địa điểm                 | Thứ hạng          | Nội dung          | Chú thích         |
| Representing Pháp  | Representing Pháp       | Representing Pháp        | Representing Pháp | Representing Pháp | Representing Pháp |
| ------------------ | ----------------------- | ------------------------ | ----------------- | ----------------- | ----------------- |
| 1999               | Universiade             | Palma de Mallorca, Spain | 5th               | 200 m             | 23.45             |
| Representing Bénin |                         |                          |                   |                   |                   |
| 2003               | World Championships     | Paris, France            | 28th (qf)         | 200 m             | 24.17             |
| 2003               | All-Africa Games        | Abuja, Nigeria           | 8th               | 200 m             | 23.89             |
| 2003               | All-Africa Games        | Abuja, Nigeria           | 5th               | 4 × 100 m relay   | 46.45             |
| 2004               | Olympic Games           | Athens, Greece           | 21st (qf)         | 200 m             | 23.24             |
| 2005               | World Championships     | Helsinki, Finland        | 10th (sf)         | 200 m             | 23.29             |
| 2005               | World Athletics Final   | Monte Carlo, Monaco      | 7th               | 200 m             | 23.21             |
| 2005               | Jeux de la Francophonie | Niamey, Niger            | 4th               | 200 m             | 23.78             |
| 2006               | African Championships   | Bambous, Mauritius       | 3rd               | 200 m             | 23.15             |
| 2006               | World Athletics Final   | Stuttgart, Germany       | 8th               | 200 m             | 23.21             |
| 2008               | Olympic Games           | Beijing, China           | 40th (h)          | 200 m             | 24.07             |

### Thành tích cá nhân tốt nhất
- 100 mét - 11,55 giây (2006)
- 200 mét - 22,81 giây (2005)
- 400 mét - 51,47 giây (2006)

Tất cả thời gian là kỉ lục của Bénin. Cô cũng là người giữ kỷ lục Bénin trong 4 x 100 mét tiếp sức.